# Cross The T's and Gouge Your I's
Cross The T’s and Gouge Your I’s — другий DVD канадської панк-рок групи Sum 41. Диск випущено в 2002 році та входив в спеціальне видання альбому Sum 41 Does This Look Infected?, розповсюджувався в США та Великій Британії (в інших країнах диск продавався окремо).
DVD розділений на шість секцій: «Play Videos», «Reign of Pain», «Home Movies», «Pain for Pleasure Songs», «Lucifer Recommends» та «Weblink».